# Bellanca CH-200

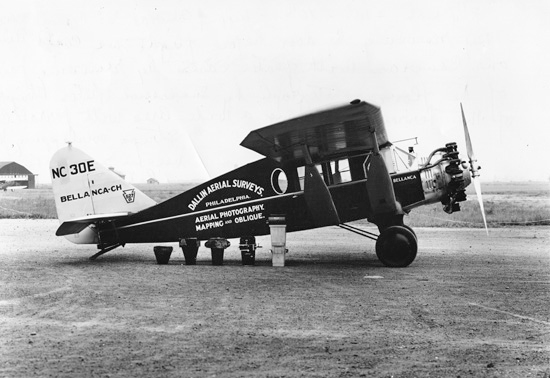
Bellanca CH-200, etwa 1930

Die Bellanca CH-200 Pacemaker ist ein Kleinflugzeug, das vom US-amerikanischen Hersteller Bellanca Aviation in den 1920er Jahren gebaut wurde.

## Entwicklung
Die CH-200 wurde auf Basis der Wright-Bellanca WB-2 entwickelt. Die entsprechende Lizenz erwarb Bellanca im Jahr 1926. Sie war das erste Flugzeug von Bellanca, das eine Musterzulassung erhielt. Der sechssitzige, einmotorige Hochdecker wurde für mehrere bahnbrechende Langstreckenflüge und andere Langstrecken- und Ausdauerrekordversuche benutzt.

## Einsatzhistorie
Bei den Luftrennen in Los Angeles 1928 erreichte Victor Dallin mit seiner CH-200 den zweiten Platz im Geschwindigkeitswettbewerb und gewann den Effizienzwettbewerb. Im gleichen Jahr stellte Lt. Royal Thomas mit 35 Stunden und 25 Minuten in einer CH-200 mit einem Packard-DR-980-Dieselmotor einen Ausdauerweltrekord auf.
Zwischen dem 11. Dezember 1928 und dem 25. Juni 1929 flogen die Peruaner Carlos Martínez de Pinillos und Carlos Zegarra Lanfranco in einer CH-200 mit dem Namen „Perú“ eine Tour durch Lateinamerika. Während dieser Zeit legten sie in einer Flugzeit von 157 Stunden und 55 Minuten 12.866 mi (20.705,8 km) zurück und besuchten auf dem Weg 25 Städte in 13 Ländern.

## Technische Daten
| Besatzung             | 1                  |
| Passagiere            | 5                  |
| Länge                 | 27,7 ft (8,4 m)    |
| Spannweite            | 46,3 ft (14,1 m)   |
| Höchstgeschwindigkeit | 126 mph (203 km/h) |
| Reichweite            | 800 mi (1.287 km)  |